# Stora rubriker
Stora rubriker utkom 1992 och är ett studioalbum av det svenska dansbandet Lotta & Anders Engbergs orkester. Det placerade sig som högst på 30:e plats på den svenska albumlistan.

## Låtlista
| Nr           | Titel                        | Kompositör                         | Originaltitel              | Längd |
| ------------ | ---------------------------- | ---------------------------------- | -------------------------- | ----- |
| 1.           | Tusen skäl att stanna        | Mikael Wendt, Christer Lundh       |                            | 3:44  |
| 2.           | Stora rubriker               | Mikael Wendt, Christer Lundh       |                            | 3:05  |
| 3.           | Hey Paula                    | Ray Hildebrand                     |                            | 2:50  |
| 4.           | Allt jag vill säga           | Mikael Wendt, Christer Lundh       |                            | 2:50  |
| 5.           | Four Brothers (instrumental) | Jimmy Giuffre                      |                            | 3:15  |
| 6.           | Marias sommar                | Pedro Johansson                    |                            | 3:10  |
| 7.           | Sugar Baby Love              | Mikael Wendt, Christer Lundh       |                            | 3:23  |
| 8.           | Lyckliga gatan               | Adriano Celentano, Britt Lindeborg | Il ragazzo della via Gluck | 3:25  |
| 9.           | Stadens postiljon            | Mikael Wendt, Christer Lundh       |                            | 2:55  |
| 10.          | Sommarvind                   | Mikael Wendt, Christer Lundh       |                            | 3:00  |
| 11.          | Ramblin' Rose (instrumental) | Noel Sherman, Joel Sherman         |                            | 2:59  |
| 12.          | Den som värmer ditt hjärta   | Mikael Wendt, Christer Lundh       |                            | 2:59  |
| 13.          | Leva i kärlekens namn        | Peter Åhs, Carl Lösnitz            |                            | 3:40  |
| 14.          | Mannen i mitt liv            | Pedro Johansson, Monica Forsberg   |                            | 2:53  |
| 15.          | Smoke Gets in Your Eyes      | Jerome Kern, Otto Harbach          |                            | 4:25  |
| Total längd: | Total längd:                 | Total längd:                       | Total längd:               | 48:33 |

## Listplaceringar
| Lista (1992) | Topplacering |
| ------------ | ------------ |
| Sverige      | 30           |